# The Amazing Spider-Man: Web of Fire
The Amazing Spider-Man: Web of Fire es un videojuego de acción-aventura de desplazamiento lateral desarrollado por BlueSky Software y publicado por Sega exclusivamente para el complemento 32X  en Norteamérica en marzo de 1996. Basado en el popular superhéroe Spider-Man de Marvel Comics, está inspirado en la mitología del cómic de larga duración y adaptaciones de Spider-Man en otros medios. En la historia principal, la organización terrorista HYDRA y los New Enforcers organizan un complot para cubrir la ciudad de Nueva York bajo una rejilla eléctrica de plasma, atrapando a sus ciudadanos. Spider-Man debe enfrentarse a cada uno de los miembros de New Enforcers, frustrar los planes de Hydra y salvar la ciudad con la ayuda de Daredevil.
Encabezado por los co-productores Jerry Huber y Jerry Markota, "Spider-Man: Web of Fire" fue creado por la mayor parte del mismo equipo que trabajó anteriormente en varios proyectos en BlueSky Software como Vectorman y su secuela. Fue el último juego lanzado para la plataforma 32X en Norteamérica después de que Sega descontinuó el soporte para el complemento, que produjo una tirada limitada de copias en total como resultado. El título recibió una recepción mixta de las pocas revistas de videojuegos y medios dedicados a los juegos que cubrieron el juego, con críticas divididas en aspectos como presentación, imágenes, audio, controles y jugabilidad. Sirvió como el lanzamiento final con licencia de Marvel Comics por parte de Sega hasta  Iron Man de 2008.

## Jugabilidad
The Amazing Spider-Man: Web of Fire es un juego de acción-aventura de desplazamiento lateral en el que los jugadores controlan a Spider-Man a través de seis etapas mientras se enfrenta a la organización terrorista HYDRA, que ha tomado como rehenes a toda la ciudad de Nueva York y a sus ciudadanos mediante la instalación de generadores que causaron un gigante red eléctrica para aparecer sobre la ubicación, y sus manos contratadas los Nuevos Ejecutores. Los New Enforcers están protegiendo los generadores para asegurarse de que los planes de H.Y.D.R.A. sean ininterrumpidos. La trama de se explica a través de escenas de estilo periódico. Al final de las etapas, Spider-Man debe enfrentarse a cada miembro de los New Enforcers mientras destruye cada generador para seguir avanzando. Los jefes son Dragon Man, Eel, Thermite, Blitz y Super-Adaptoide. Vanisher también aparece aunque no es un jefe. En el menú principal, el jugador tiene acceso al menú de opciones donde se pueden cambiar varias configuraciones como controles y nivel de dificultad.
Spider-Man puede saltar, golpear, patear, agacharse, gatear, escalar ciertas paredes, disparar telarañas para columpiarse y recolectar fluido de telaraña para disparar proyectiles de telaraña contra enemigos, entre otras acciones. Spider-Man también puede obtener ayuda de su compañero superhéroe Daredevil rescatándolo en la primera etapa y recolectando fichas "DD" esparcidas por las etapas. Spider-Man tiene tres vidas al comienzo del juego y vidas extra se pueden adquirir en el camino, pero una vez que se pierden todas las vidas, el juego termina, aunque el jugador tiene la opción a continuar jugando después de morir.

## Desarrollo y lanzamiento
The Amazing Spider-Man: Web of Fire fue creado por la mayor parte del mismo equipo que trabajó en proyectos anteriores en BlueSky Software como Vectorman y su secuela. Su desarrollo fue dirigido por los coproductores Jerry Huber y Jerry Markota, con Brian Belfield y Keith Freiheit actuando como programadores principales. El desarrollador con sede en California, Zono, ayudó con el diseño, mientras que varios artistas fueron responsables del pixel art. Los gráficos de los personajes fueron renderizados en estaciones de trabajo de Silicon Graphics, usando animación de captura de movimiento basados en guiones gráficos de Marvel. La banda sonora fue cocreada por los compositores Brian L. Schmidt y Sam Powell.
Spider-Man: Web of Fire fue lanzado exclusivamente en Norteamérica por Sega en marzo de 1996, después de que anunciaron que dejarían de brindar soporte al sistema. Fue el último juego lanzado para el 32X en la región, con una producción estimada de 1,500 copias. Desde entonces se ha convertido en uno de los títulos más caros en la plataforma debido a su ejecución limitada, con cartucho vendiendo más de US$ 200-400 en el mercado secundario de coleccionismo de videojuegos. Antes de su lanzamiento, se exhibió en eventos como E3 1995.

## Recepción y legado
The Amazing Spider-Man: Web of Fire fue ignorado en gran medida por la prensa de juegos, tal vez en parte porque se lanzó después de que Sega ya había anunciado que dejarían de admitir el 32X; GamePro y Game Players le dieron solo breves reseñas, mientras que otras publicaciones de juegos como Electronic Gaming Monthly, GameSpot y Next Generation no le dieron cobertura más allá de las primeras vistas previas. GamePro dijo que el juego era una "diversión decente de desplazamiento lateral, lanza telarañas y puñetazos, con sprites ágiles, muchos movimientos rastreros y finos detalles gráficos". Spider-Man: Web of Fire "ganó". No decepcionará a los fanáticos de Marvel, aunque no eleva a Spidey al panteón de los grandes héroes de los videojuegos". Roger Burchill de Game Players arremetió contra la falta de innovación del juego, los gráficos poco impresionantes y anticuados, la música aburrida y sin forma y el diseño de sonido repetitivo.
Spider-Man: Web of Fire sirvió como el título final con licencia de Marvel Comics publicado por Sega hasta Iron Man en 2008 para las consolas sexta y séptima generación, debido a problemas internos entre Sega y Marvel.